# Rebelión de Hukbalahap
La rebelión de Hukbalahap fue una rebelión organizada por soldados del ex Hukbalahap o Hukbo ng Bayan Laban sa Hapon (Ejército Antijaponés) contra el gobierno filipino. Esta rebelión comenzó durante la ocupación japonesa de Filipinas en 1942 y continuó durante la presidencia de Manuel Roxas, y terminó en 1954 bajo la presidencia de Ramón Magsaysay.